# يوهان لودفيغ فون هاغن
يوهان لودفيغ فون هاغن (بالألمانية: Johann IV. Ludwig von Hagen)‏ هو قسيس ألماني، ولد في 1492 في ترير في ألمانيا، وتوفي في 23 مارس 1547 في Koblenz-Ehrenbreitstein ‏ في ألمانيا.